# Michelle Ferris
Michelle Louise Ferris (nascida em 24 de setembro de 1976) é uma ciclista australiana que compete em provas de pista. É duas vezes medalhista olímpico e sete vezes medalhista no campeonato mundial.
Em Atlanta 1996 Ferris conquistou uma medalha de prata na prova de velocidade; e quatro anos depois, em Sydney, ganhou mais uma prata competindo nos 500 m contrarrelógio.